# Pompoir

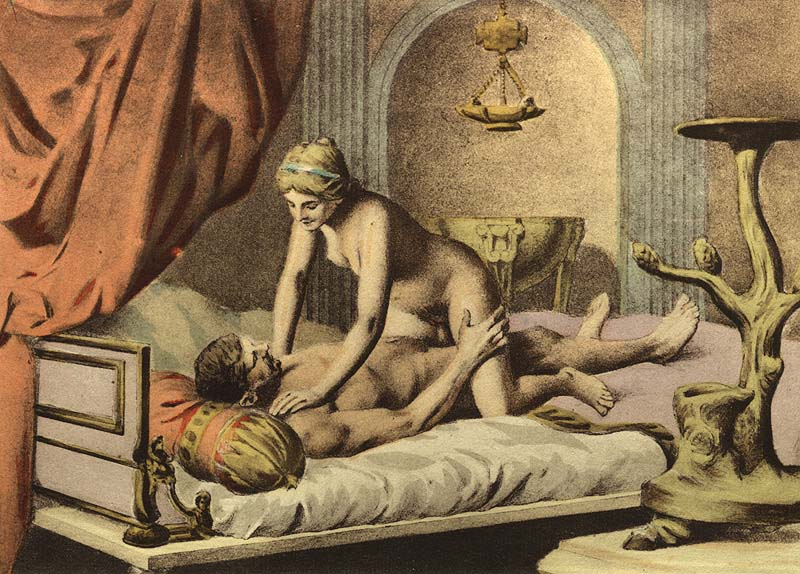
In de amazonehouding kan de man het meest passief zijn terwijl de vrouw het initiatief neemt. (Illustratie van Édouard-Henri Avril)

Pompoir is een seksuele techniek waarbij de vrouw haar vaginale spieren gebruikt om de stijve penis van de man te masseren. De naam pompoir zou van Indiase origine zijn.
De techniek wordt in het Engels ook wel genoemd:
- Singapore kiss of Shanghai kiss – Vaginale kus aan de penis.
- Shanghai squeeze of Shanghai grip – De vagina knijpt de penis of houdt de penis vast.
- Playing the flute – Met de fluit (Engels: flute) bedoelt men de penis die wordt bespeeld door de vagina.
- Kabazzah – Hiermee wordt een krachtiger techniek bedoeld dan pompoir.

## Uitvoering
De uitoefening ervan vindt plaats wanneer de partners geslachtsgemeenschap hebben.
Dit gaat het best wanneer een vrouw de man van voren benadert, zoals in de amazonehouding en de 'staande' missionarishouding, of in een variant op de YabYum/lotus-houding. Er worden géén penetrerende bewegingen gemaakt en er wordt niet 'gereden'. De vrouw neemt met haar vagina het initiatief de stijve penis van de man te bewerken. De inwendige spieren rondom de vagina – de bekkenbodemspieren – worden ritmisch samengetrokken. Deze spiergroep kan men sterker maken door ze regelmatig te trainen, bijvoorbeeld door de zogeheten Kegeloefeningen. Door deze oefeningen regelmatig te doen, zal een vrouw zich kunnen bekwamen in pompoir. Niet alleen wordt de spiergroep versterkt, maar ook leert de vrouw de individuele spieren te beheersen en onafhankelijk van elkaar samen te trekken en los te laten. Hierdoor kan ze het gevoel van een zich voortplantende golf op haar partners penis overbrengen.

## Kabazzah
Kabazzah is een variatie op de pompoir-techniek, en komt uit de tantra. Terwijl het bij pompoir gaat om het omknellen van de penis, worden bij kabazzah niet alleen de bekkenbodemspieren, maar ook de buikspieren gebruikt. De samentrekkende beweging begint bij de musculus pubococcygeus en verplaatst zich richting baarmoeder. Ook hier blijft de man passief. Het gevoel kan men uitdrukken als de handeling van het melken van de penis met de vagina. Het is een moeilijke techniek en het duurt daardoor lang voordat men zich erin heeft bekwaamd.